# Gerzen
Gerzen – miejscowość i gmina w Niemczech, w kraju związkowym Bawaria, w rejencji Dolna Bawaria, w regionie Landshut, w powiecie Landshut, siedziba wspólnoty administracyjnej Gerzen. Leży około 21 km na wschód od Landshut, nad rzeką Vils.

## Dzielnice
W skład gminy wchodzą trzy dzielnice: Gerzen, Jesendorf i Lichtenhaag.

## Demografia

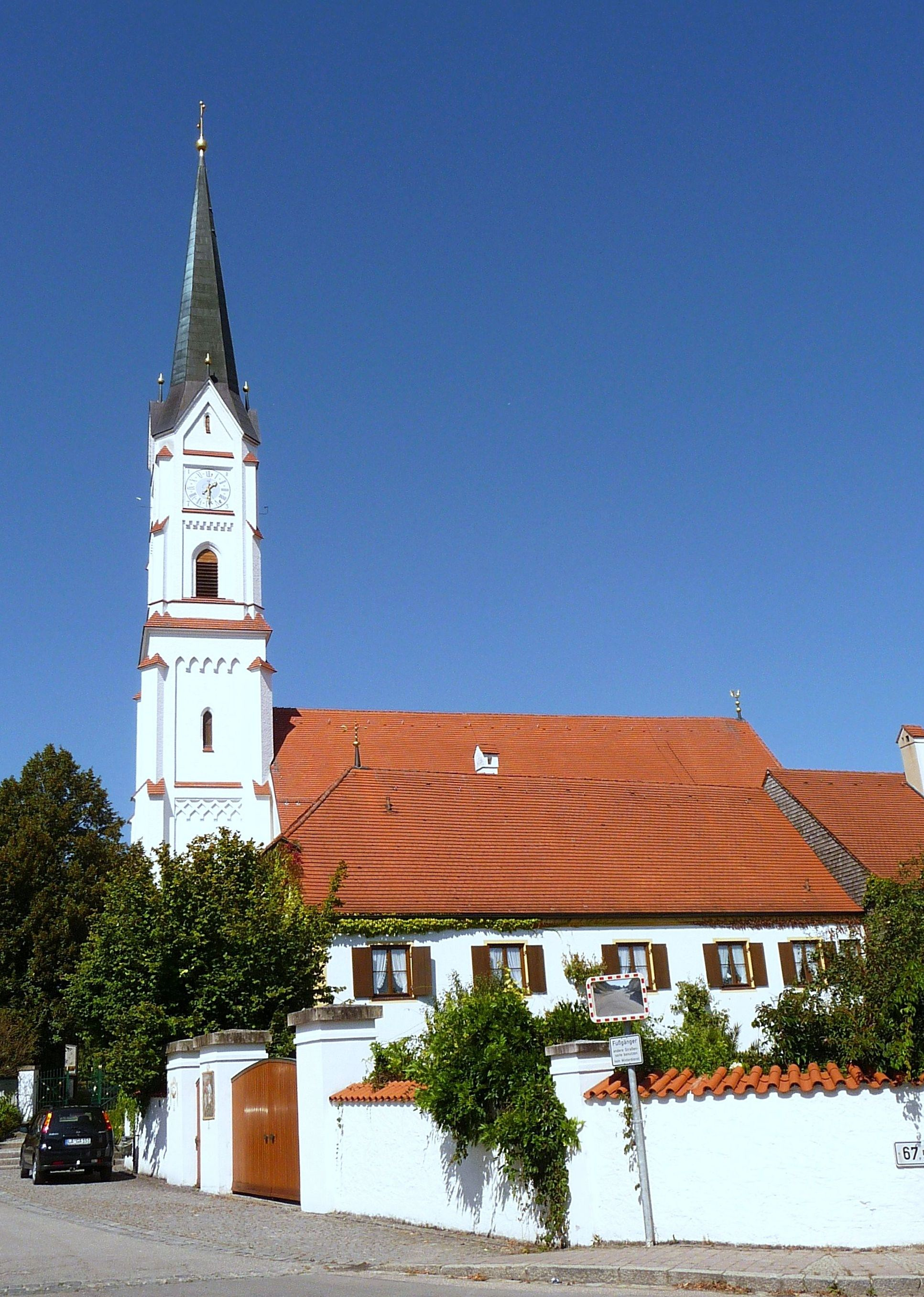
Kościół farny w Gerzen

| Rok  | Liczba mieszk. |
| ---- | -------------- |
| 1970 | 1 585          |
| 1987 | 1 727          |
| 2000 | 1 824          |